# Nomiyama Gyōji

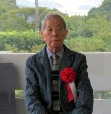
Gyoji Nomiyama bei der Verleihung des Kulturordens

Wand in der Meiji-Jingumae-Station, Tōkyō

Nomiyama Gyōji (japanisch 野見山 曉治; geboren 17. Dezember 1920 in Honami (穂波村) im Landkreis Kaho in der Präfektur Fukuoka; gestorben 22. Juni 2023) war ein japanischer Maler im „westlichen Stil“ Yōga.

## Leben und Wirken
Nomiyama Gyōji schloss 1943 seine Ausbildung an der Kunsthochschule Tōkyō (東京美術学校, Tōkyō bijutsu gakkō), der Vorläufereinrichtung der Tōkyō Geijutsu Daigaku ab. 1948 wurde er auf der Ausstellung der Vereinigung freier Künstler (自由美術家協会, Jiyū bijutuska kyōkai) mit einem Preis ausgezeichnet. 1952 ging er für sieben Jahre nach Frankreich und wandte sich der abstrakten Malerei zu. Dabei wurde er von Shina Sonoji (椎名其二, 1887–1962), einem Frankreichkenner, beeinflusst. 1956 wurde er Mitglied im Société du Salon d’Automne. 1958 erhielt Nomiyama den Yasui-Preis (安井賞). 1986 wurde er Professor an seiner Alma Mater. 1978 erhielt er den Preis des japanischen Essayisten-Clubs (日本エッセイスト・クラブ).
Im Jahr 2000 wurde Nomiyama als Person mit besonderen kulturellen Verdiensten geehrt, 2014 wurde er mit dem Kulturorden ausgezeichnet.